# Premier Manager 3
Premier Manager 3 è un videogioco di calcio sviluppato dalla Gremlin Interactive nel 1994 per computer. Il gioco permette all'utente di gestire una squadra di calcio dal punto di vista organizzativo e di controllare i singoli giocatori durante le partite di campionato. Il gioco è il seguito di Premier Manager 2.